# Cloisonnement

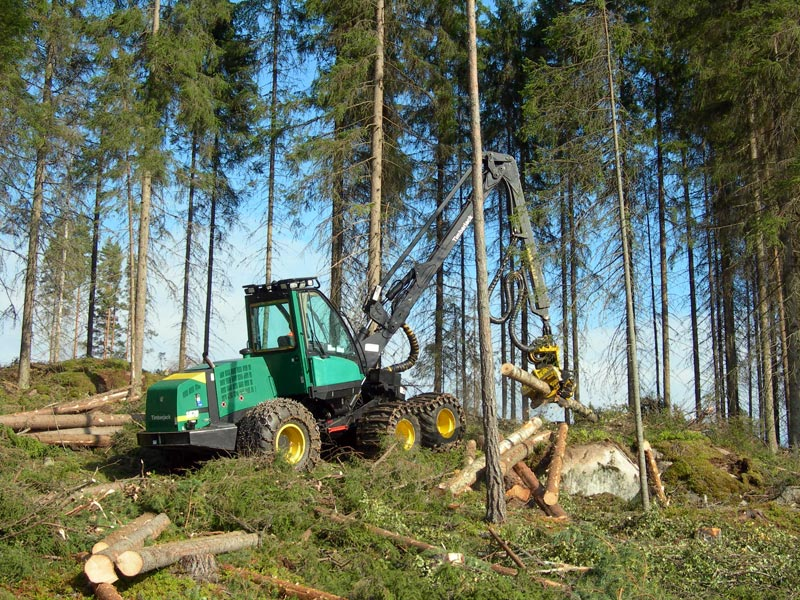
Le cloisonnement a pour premier objectif de faciliter et rationaliser la circulation des engins, en limitant la pression sur les sols et l'humus forestier.

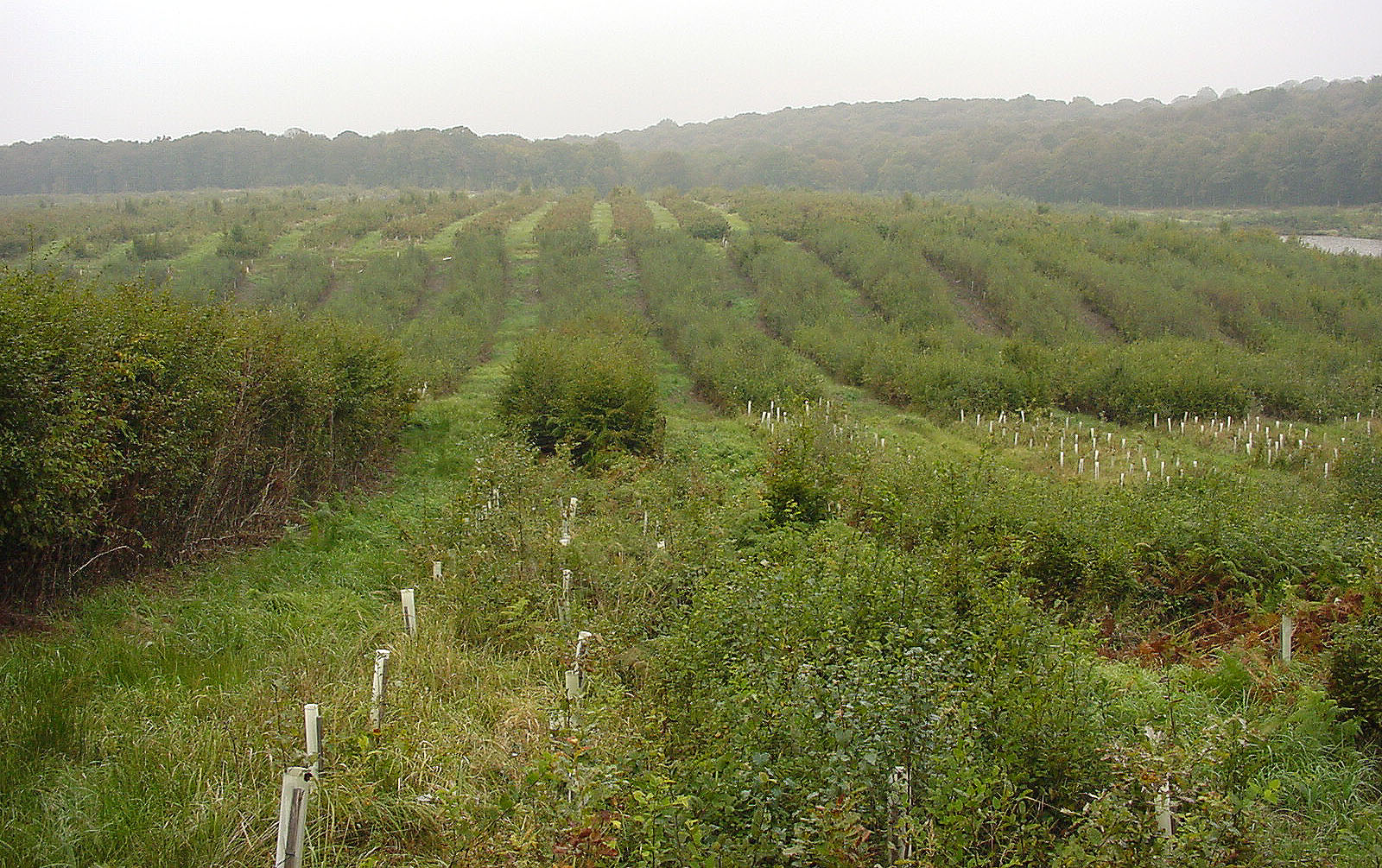
Cloisonnement « sylvicole », facteur d'une relative artificialisation, installé en lignes parallèles après coupe rase, en forêt domaniale de Rihoult Clairmarais (Nord de la France).

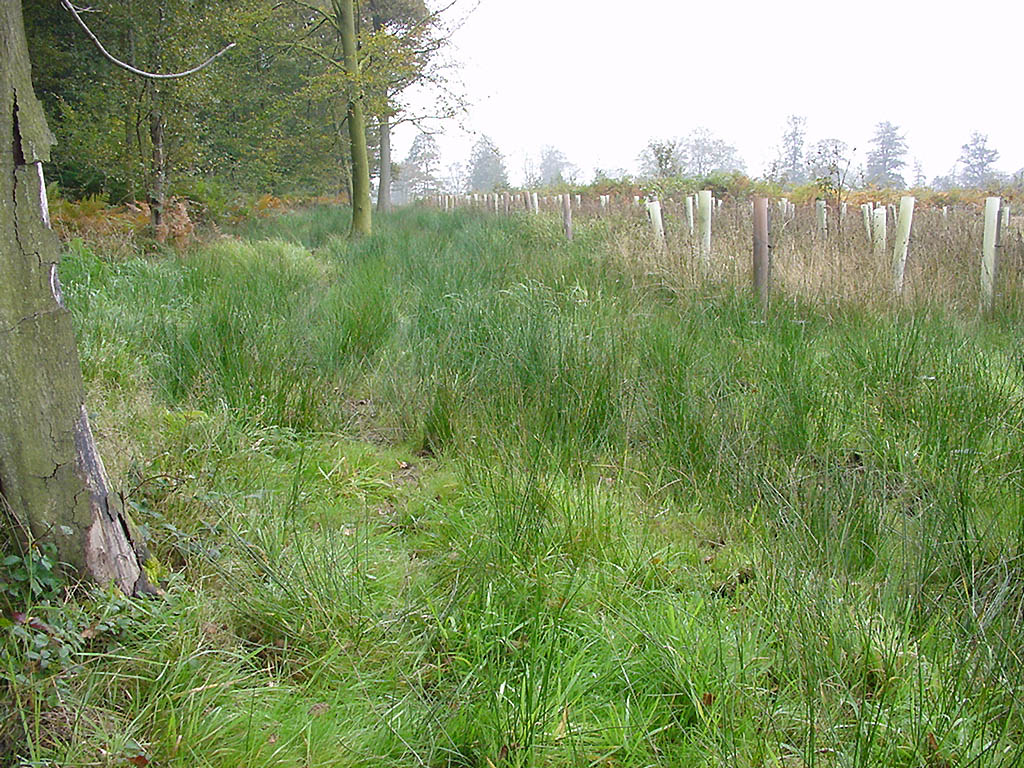
Cloisonnement de bordure de coupe rase. Les joncs qui poussent sur ce cloisonnement sont un indice du tassement et de l'anoxie du sol à la suite du passage répété d'engins lourds (phénomène qui persistera sans doute longtemps en marquant la future structure de l'écosystème forestier).

Dans le domaine de la sylviculture, le « cloisonnement » ou « cloisonnement d'exploitation » désigne l'ensemble des voies d’accès construites et entretenues à l’intérieur de parcelles de forêt cultivées ou exploitées. On utilise aussi des cloisonnements sylvicoles moins espacés pour la gestion.
Le cloisonnement devrait toujours être construit comme un réseau, tenant compte du réseau hydrographique, du relief et de la vulnérabilité des sols, en visant à minimiser la surface parcourue par les engins d’exploitation afin que ceux-ci dégradent le moins possible les sols fragiles, tant au moment des coupes que d'éventuelles phases intermédiaires d'entretien.
C'est une réponse à la mécanisation de la sylviculture et au débardage mécanique qui se sont développés après la Première Guerre mondiale. Elle influencera la structure et la composition de la forêt, mais son bilan écologique à long terme n'a pas pu être fait, étant donné son caractère relativement récent (à l'échelle temporelle de la vie d'un arbre et de l'évolution d'une forêt).

## Typologies
On peut distinguer deux types de cloisonnements, qui parfois peuvent se confondre à certains stades de la gestion forestière :
- Les « cloisonnements d'exploitation », en général implantés tous les 18-24 mètres, servent à canaliser les engins de débardage (ou éventuellement abatteuses au moment des coupes). Pour limiter le tassement des sols, les engins lourds peuvent rouler sur les rémanents préalablement étalés sur ces cloisonnements au fur et à mesure de l'avancée des chantiers.
- Les « cloisonnements dit sylvicoles» , beaucoup plus rapprochés (parfois tous les 6 mètres d'axe en axe), sont ouverts ou rouverts au moment des régénérations, et sont utilisés par les ouvriers qui réalisent les dégagements et les dépressages dans les régénérations et les tout jeunes peuplements. Ces "cloisonnements" facilitent l'accès aux plants à dégager, mettant les semis ou plants à portée de croissant (outil sylvicole).

## Enjeux
La mécanisation des coupes, récoltes, entretien et plantations a fortement augmenté le rendement d'exploitation en diminuant la main d'œuvre, mais comme l'a notamment montré en France l'observatoire national des impacts de l'exploitation sur les sols et les peuplements , les modes de gestion forestières intensive ont contribué à dégrader les sols,, dégradation qui pourrait être aggravée par le dérèglement climatique (sol plus sec en été, plus humide en hiver), alors que les cours d'eau ont souvent été rectifiés et curés pour mieux drainer les forêts.  Selon la littérature, 0,51 kg/cm2 (= 50 kPa) est la pression maximale acceptable pour un sol forestier moyen. Au-delà les conséquences sur le sol sont irréversibles à l'échelle de la gestion forestière (décennies ou siècles). Sur le terrain les engins pèsent souvent à vide une ou plusieurs dizaines de tonnes, induisant une pression statique (et plus encore dynamique, lors des accélérations, décélération, traction, levages et manipulations de bois) contribuant à dégrader les sols. 

Le cloisonnement vise notamment à protéger de plus grandes surfaces du tassement par les engins forestiers ; les engins de débardage viennent y chercher le bois que les grues télescopiques (débusqueuses) amènent à elles le bois capté de part et d'autre du cloisonnement. Et débarder par temps sec et de gel diminue encore les risques, de même que disperser les rémanents sous les roues (ce qui peut aussi ensuite gêner la régénération). Le cloisonnement présente cependant aussi des inconvénients.

### Atouts
- le cloisonnement facilite l'entretien mécanisé de vastes parcelles, par un personnel réduit ;
- en théorie, il réduit au minimum la surface parcourue par les engins (s'il a été bien conçu et si les conducteurs le respectent) ;
- il limite les dégâts aux plants et semis et aux arbres d’avenir
- il favorise une meilleure accessibilité aux arbres à abattre et à débarder, et donc une sécurité accrue pour le personnel et pour les engins affecté aux coupes ;
- il favorise l'optimisation des chantiers d’exploitation (ou dans le cas d'une coupe rase une pression moindre sur les sols, mais une pression plus forte en termes de fragmentation écologique ;
- il facilite la surveillance des exploitations et la chasse (mais peut-être aussi le braconnage)

### Inconvénients
- il occupe une surface non négligeable, sur laquelle on ne laissera pas pousser les arbres, et il est probablement un des facteurs de fragmentation forestière ;
- Il nécessite parfois un entretien coûteux en temps, car en concentrant la circulation, il est vulnérable à l'apparition d'ornières profondes, au point parfois de rendre le réseau de cloisonnement inutilisable. Le gestionnaire peut alors être tenté de combler ces ornières avec des matériaux exogènes, voire polluants (gravats, déchets divers) ;
- quand il est rectiligne (ce qui est souvent le cas), il favorise la surveillance mais aussi une chasse plus efficace ; le cloisonnement jouant alors le rôle d'un réseau de couloirs de tirs ou d'observation auxquels les animaux lors des battues ne peuvent échapper. 
Il favorise aussi quelques espèces prédatrices opportunistes (corvidés en particulier) qui apprécient les effets de lisières rectilignes, facilitant la prédation ;
- il offre un réseau dense de voies de pénétration humaine facilitant le dérangement, le braconnage, la pénétration des quads, 4x4 et motos, la cueillette et la chasse jusqu'aux cœurs de massifs autrement bien moins accessibles. 
Il peut ainsi parfois favoriser une surexploitation du milieu (pour la viande de brousse en particulier en zone tropicale, le vol de bois précieux, la surexploitation de champignons, jonquilles, muguet, etc. en zone tempérée... où le cloisonnement favorisent aussi le dérangement d'espèces vulnérables telle que le tétras, lynx, ours, etc.)
- le cloisonnement facilite ou encourage la pénétration légale ou illégale d'engins lourds ou de quads jusqu'au cœur des massifs, au détriment des sols fragiles (tassement, asphyxie, perturbation de l'hydraulique) et les racines des arbres adjacents ;
- Le réseau de cloisonnement nécessite souvent un aménagement hydraulique collatéral (déblais/remblais, fossés, drainage, tubage de cours d'eau) coûteux et qui doit être entretenu, et qui à long terme ou en période de sécheresse peut rendre les arbres et la forêts plus vulnérables au vent, à la déshydratation et aux chocs thermiques. Le tassement du sol peut aussi y freiner la circulation souterraine horizontale de l'eau, privant éventuellement une des parcelles adjacentes d'eau quand cette ressource est disponible de l'autre côté du cloisonnement.
- tout en facilitant la circulation d'engins de surveillance, le cloisonnement peut ainsi parfois favoriser l'assèchement du milieu, et parfois faciliter les départs de feu, voire la propagation du feu ; Une étude[7] des zones épargnées par un vaste incendie (de 1998) dans le nord-est de l’Espagne a mis en évidence l'importance de divers facteurs dont la continuité de la couverture végétale : les îlots épargnés par le feu étaient plus fréquents là où la forêt était la moins fragmentée. Une des conclusions de ce travail est que la fragmentation d'une forêt peut faciliter ou accélérer la propagation du feu, de même que des lisières linéaires et artificielles, et qu'il faudrait défragmenter les forêts et restaurer l'intégrité écologique de ces milieux[7].

### Le cloisonnement est inutile ou non rentable dans certaines situations
- sur des zones accidentées ou au relief très irrégulier[8]
- sur les fortes pentes (au-delà de 35 %, où un débardage doux ou débardage par câble est alors recommandé) ;
- sur des sols très humides

## Emprises
Dans les années 1990-2000, les engins permettent des distances de 16 à 20 m (deux fois 8 à 10 m) pour le
bûcheronnage mécanisé, et 12 à 16 m (deux fois 6 à 8 m) pour un bûcheronnage manuel avec débardage par porteur.

## Alternatives
- En forêt tropicale, des routes et layons temporaires sont fréquemment percés en forêt, pour en sortir les essences précieuses, non sans impacts environnementaux ;
- Parfois (quand le type de bois le permet) de grands troncs sont débités sur place au moyen d'une « petites scieries portatives qui se déplacent d'un endroit à l'autre suivant les nécessités » (comme c'était le cas au Canada dans la première moitié du XXe siècle[9] et comme c'est encore localement le cas en zone tropicale). Le tronc peut alors être transformé en planches ou madriers plus faciles à transporter via de simples chemins ou directement utilisables pour la construction ; 
Un débardage (à l'épaule, par traction ou portage animale ou par des engins légers), devient possible, et très rentable  pour des bois précieux (et souvent illégal pour des espèces menacées ou protégées) ;
- Une extraction ou débardage par flottage ou par pirogue ou par traction animale (éléphant en Inde, chevaux en Europe) ou par de petits engins de bois préalablement sciés in situ au moyen de scierie portables ;
- pour le débardage, des routes temporaires peuvent être construites avec des moyens proches de ceux du Génie militaire (ponts provisoires, pistes de tôles d'acier).
- Le débardage par chevaux ou petits engins ou flottage permet dans certains conditions et pour des troncs de poids limités de se passer de cloisonnement ou de les espacer.